# Zacchaeus Okoth
Zacchaeus Okoth (Nyakach, Quênia, 5 de julho de 1942) é um ministro queniano e arcebispo católico romano emérito de Kisumu.
Em 14 de novembro de 1968, Zaqueu Okoth recebeu o sacramento da ordenação sacerdotal para a diocese de Kisumu.
Em 27 de fevereiro de 1978, o Papa Paulo VI o nomeou ao Bispo de Kisumu. O Arcebispo de Nairobi, cardeal Maurice Michael Otunga, o consagrou em 30 de abril do mesmo ano; Os co-consagradores foram o Pró-Núncio Apostólico no Quênia, Arcebispo Agostino Cacciavillan, e o Bispo de Kakamega, Philip Sulumeti. Em 21 de maio de 1990, João Paulo II o nomeou Arcebispo de Kisumu.
O Papa Francisco aceitou sua aposentadoria em 15 de novembro de 2018.